# Pětihosty
Pětihosty (en allemand : Pietihost) est une commune du district de Prague-Est, dans la région de Bohême-Centrale, en Tchéquie. Sa population s'élevait à 240 habitants en 2020.

## Géographie
Pětihosty se trouve à 10 km au nord-est de Týnec nad Sázavou, à 11,5 km au nord de Benešov et à 30 km au sud-est de Prague.
La commune est limitée par Pyšely au sud-ouest, à l'ouest et au nord-ouest, par Senohraby au nord-est et à l'est, et par Čtyřkoly au sud.

## Histoire
La première mention écrite de la localité date de 1371.

## Transports
Par la route, Pětihosty se trouve à 15 km de Benešov, à 16 km de Týnec nad Sázavou et à 36 km du centre de Prague.